# Dresserus kannemeyeri
Espèce
Dresserus kannemeyeri est une espèce d'araignées aranéomorphes de la famille des Eresidae.

## Distribution
Cette espèce est endémique d'Afrique du Sud. Elle se rencontre au Gauteng, dans l'État-Libre et au Cap-Occidental.

## Description
Le mâle holotype mesure 11,5 mm et la femelle paratype 18 mm.

## Étymologie
Cette espèce est nommée en l'honneur de Daniel Rossouw Kannemeyer (1843-1925).

## Publication originale
- Tucker, 1920 : Contributions to the South African Arachnid Fauna. II. On some new South African spiders of the families Barychelidae, Dipluridae, Eresidae, Zodariidae, Heracliidae, Urocteidae, Clubionidae. Annals of the South African Museum, vol. 17, p. 439-488 (texte intégral).